# Yunmen Wenyan
Yunmen Wenyan (chinois simplifié : 云门文偃 ; chinois traditionnel : 雲門文偃 ; pinyin : yúnmén wényăn ; japonais Unmon Bun'en (雲門文偃)), né en 864, décédé en 949, est un maître chan chinois, et l'un des plus éminents de son époque. Il est aussi le fondateur de l'école Yunmen, l'une des cinq grandes écoles du Chan. Le nom de ce courant vient du Mont Yunmen, où Yunmen Wenyan a fondé un monastère.

## Biographie
Yunmen Wenyan naît en 864 dans une famille très pauvre de la province de Zhejiang. Très tôt, il souhaite devenir moine, et ses parents vont le placer comme novice et domestique chez un maître du vinaya dharmaguptaka,. Il est ordonné moine à l'âge de seize ans et reçoit l'ordination complète deux ans plus tard. D'une intelligence très vive, il étudie les Écritures avec son maître, mais sans trouver les réponses aux questions qu'il se pose sur son identité profonde et sur la vie et la mort.   
C'est alors qu'il entend parler du chan, et décide de devenir le disciple de Muzhou Daoming  (dates inconnues), lui-même disciple et successeur de Huangbo. C'est avec ce maître exigeant qu'il aurait connu l’Éveil.   
Sur les conseils de Muzhou Daoming, il va approfondir durant plusieurs années sa connaissance du chan auprès de Xuefeng Yicun (en) (822-908), l'un des plus grands maîtres de son temps, dont il devient le disciple puis son successeur dans le Dharma.  
Après cela, Yunmen devient moine errant, et il se rend dans plusieurs temples de maîtres chan célèbres. En 911, il arrive dans la ville de Shaozhou, dans la province du Guangdong au sud-est de la Chine, où il visite le stupa du sixième patriarche du chan, Huineng. Après quoi, il se rend au monastère du mont Ling-shu, dont l'abbé, Jumin (ou Lingshu Rumin) (m. 918), est un disciple de la lignée de Mazu. Les deux hommes deviendront de grands amis. À la mort de Jumin, Liu Yan, prince régnant de la dynastie des Han du Sud, nomme Yunmen abbé du temple.

## Enseignement
Dans le cadre de son enseignement, il employait fréquemment des gōng'àn (japonais : kōan), notamment des « barrières d'un mot » (chinois : 一字關, yizi guan, japonais : ichiji-kan). Ces réponses d'un seul mot aux questions des étudiants n'offrent aucune prise à une compréhension conceptuelle, si bien qu'elles exigent une réalisation directe de la vérité.
Dix-huit de ses plus célèbres koan ont été collectés dans le Recueil de la Falaise Bleue.